# Balengue
Os clãs da tribo balengue, também conhecidos como playeros, integrados pelos grupos balengues, combes, bapukus, bujebas, basekes, ocupam uma estreita faixa costeira ao sul de Bata, entre Ponta Nguba e Rio Benito, ao sul da Guiné Equatorial.
Há também alguns assentamentos balengues junto ao rio Ndote. A língua está classificada, ao menos parcialmente, na família bantu. A entrada do The Ethnologue classifica-os como membro do subgrupo B do noroeste bantu, e Echegaray a inclui especificamente no grupo sheke, parentando-la com o itemu e com o nviko.